# 早稲田大学芸術学校

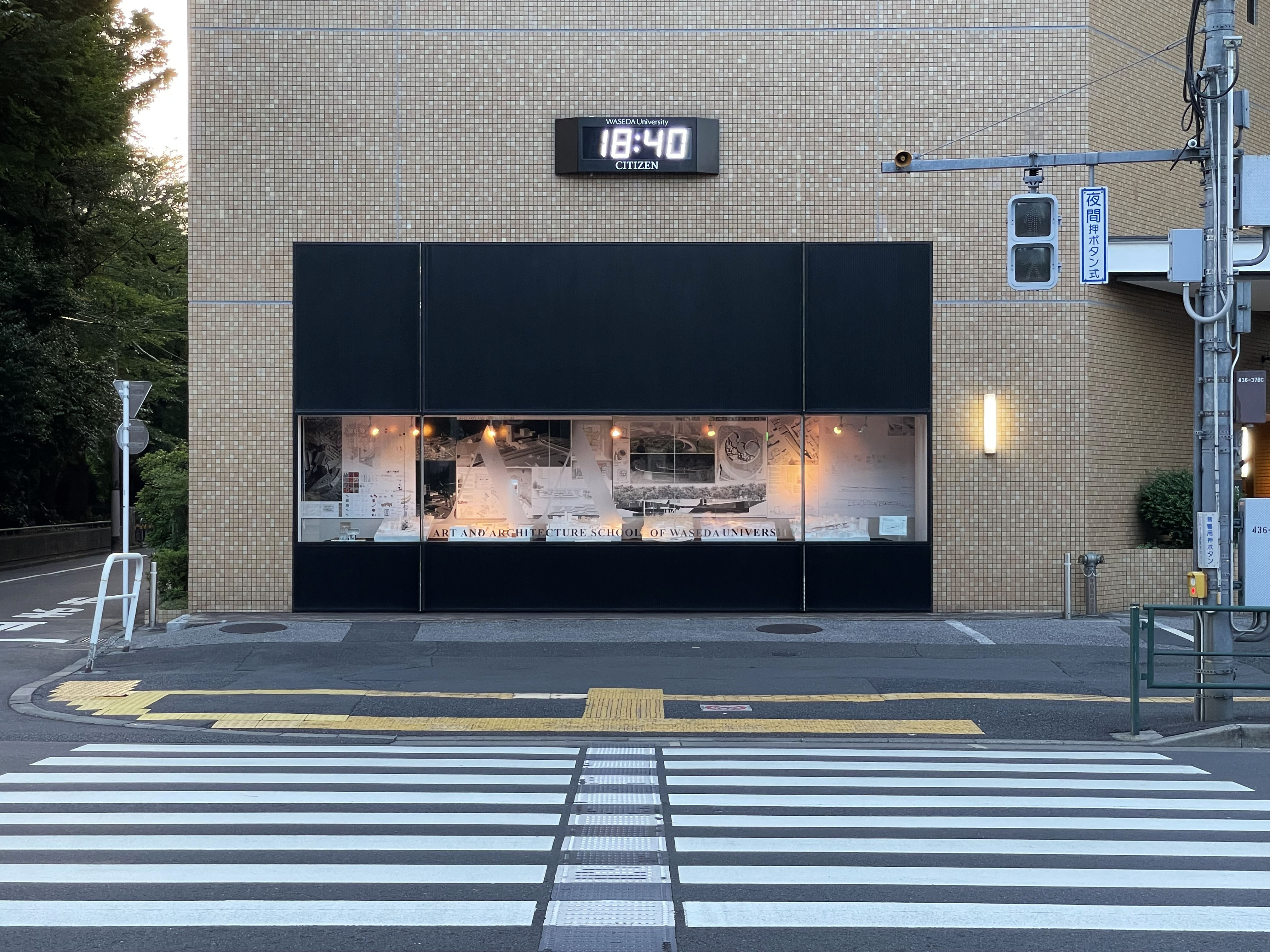
シルマンホール

早稲田大学芸術学校（わせだだいがくげいじゅつがっこう）は、早稲田大学が東京都新宿区大久保（早稲田大学西早稲田キャンパス内）に設置する夜間開講の建築デザイン専門学校（産業技術専門課程）。かつての前身校では早稲田大学教授の建築家・吉阪隆正が校長を務めていた。現在は建築科、建築都市設計科の2学科が設置されている。2011年度までは都市デザイン科、2010年度までは空間映像科があり、建築、都市デザイン、映像の3分野を学ぶ4学科があった。

## 沿革
（沿革節の主要な出典は公式サイト）
起源となった早稲田工手学校は、学校法人早稲田大学により1911年に開校。早稲田工業学校を経て、戦後の学制改革で早稲田大学工業高等学校となる。工業高校は1968年に廃校となるが、1961年に設置された産業技術専修コースを母体として1964年に早稲田大学産業技術専修学校が開校。その後、早稲田大学専門学校（1978年 - ）を経て2001年に現在の早稲田大学芸術学校となる。

## 設置学科
- 建築科（夜間2年制）
- 建築都市設計科（夜間3年制）

## 特徴
授業は平日夜間を主としているため、社会人、大学・大学院既卒者あるいは大学在学中のダブルスクール生が全体の約9割を占める。そのため学生の年齢・経歴に幅があり、昼間に授業をおこなう学校とは校風が異なる（2012年度入学者の平均年齢は28.2歳と公表されている）。
専門学校でありながら就職や資格取得を重視するというよりも、その分野の知識・教養への習熟が重要視され、文化系講義が多いのも本校の特色の一つである。そのため夜間の学校ではあるものの、転職を目的とする社会人学生などには不向きな面もあり、他とは一風異なった専門学校としての特徴を呈している(一般的な進路指導や就職ガイダンスは行っていない)。
毎年秋には『建築週間』と題して公開講演会が催され、これまでに安藤忠雄、槇文彦、妹島和世といった著名建築家による講演会も行われてきた。
最近では建築分野で国際コンペ受賞者、写真分野でも著名な賞での受賞者（空間映像科卒業生）を輩出するなど、在学生・卒業生の一部の活躍が評価されている。

## 関係者

### 教職員
- 古谷誠章（校長、早稲田大学理工学術院教授、NASCA）
- 赤坂喜顕（教授、前校長、早稲田大学大学院創造理工学研究科建築学専攻客員教授）
- 保坂猛（准教授、保坂猛建築都市設計事務所）
- 鈴木了二（前々校長）
- 鈴木恂（前々々校長）
- 戸沼幸市（芸術学校初代校長）

### 著名な出身者
- 今純三 - 銅版画家（早稲田工手学校建築科-1914年卒業）
- 田上義也 - 建築家、音楽家（早稲田工手学校建築科-1916年卒業）
- 村上勇 - 政治家、自由民主党衆議院議員（早稲田工手学校-1918年卒業）
- 川合勇太郎 - 民俗学者、民話・口承文芸研究家（早稲田工手学校予科修了）
- 吉田資治 - 政治運動家（早稲田工手学校-卒業）
- 佐々木秀世 - 政治家、運輸大臣（早稲田工手学校電気科-1928年卒業）
- 長井勝一 - 青林堂創業者、漫画雑誌 『月刊漫画ガロ』初代編集長（早稲田工手学校採鉱冶金部-1939年卒業）
- 斎藤夜居 - 古書蒐集家、古書店経営者 （早稲田工手学校土木科-卒業）
- 宮川洋一 - 俳優、声優（早稲田工手学校-中退）
- 宇野重吉 - 俳優（早稲田工手学校-卒業）
- 今泉善一 - 建築家、政治運動家（早稲田大学高等工学校-1930年卒業）
- 田中文男 - 大工棟梁、工務店経営者（早稲田大学工業高等学校建築科-1958年卒業）
- 坂本新兵 - 俳優、声優、歌手、保護司（早稲田大学工業高等学校-1955年卒業）

## 卒業後に取得可能な資格
建築科
- 一級建築士の受験資格(卒業と同時)
- 二級建築士の受験資格(卒業と同時)
- 建築設備士の受験資格(実務経験4年以上)
- 甲種消防設備士の受験資格(卒業と同時)
- 商業施設士（補）(卒業と同時)

建築都市設計科
- 一級建築士の受験資格（卒業と同時）
- 二級建築士の受験資格（卒業と同時）
- 建築設備士の受験資格（実務経験4年以上）
- 甲種消防設備士の受験資格（卒業と同時）
- 専門士称号授与
- 商業施設士（補）（卒業と同時）
- インテリアプランナー（卒業と同時）